# John Njue
John Njue (Embu, 1 januari 1946) is een Keniaans geestelijke en een kardinaal van de Rooms-Katholieke Kerk.
Njue bezocht het seminarie in Meru en studeerde ook aan de Pauselijke Urbaniana Universiteit in Rome. Hij werd op 6 januari 1973 priester gewijd. Hij werd vervolgens hoogleraar aan het grootseminarie van Bungoma.
Op 9 juni 1986 werd Njue benoemd tot bisschop van Embu; zijn bisschopswijding vond plaats op 20 september 1986. Op 9 maart 2002 werd hij benoemd tot aartsbisschop-coadjutor van Nyeri. Op 6 oktober 2007 volgde zijn benoeming tot aartsbisschop van Nairobi.
Njue werd tijdens het consistorie van 24 november 2007 kardinaal gecreëerd. Hij kreeg de rang van kardinaal-priester. Zijn titelkerk werd de Preziosissimo Sangue di Nostro Signore Gesù Cristo. Hij nam deel aan het conclaaf van 2013, maar verontschuldigde zich vanwege gezondheidsredenen voor het conclaaf van 2025.
Njue ging op 4 januari 2021 met emeritaat.